# Trachylepis ferrarai
Trachylepis ferrarai es una especie de escincomorfos de la familia Scincidae.

## Distribución geográfica
Es endémica de las zonas costeras del sur de Somalia.